# 2073
Rok 2073 (MMLXXIII) gregoriánského kalendáře začne v neděli 1. ledna a skončí v neděli 31. prosince.

## Předpokládané a naplánované události
- 4. dubna – 150. výročí vzniku studia Warner Bros.
- 16. října – 150. výročí vzniku společnosti The Walt Disney Company
- 26. prosince – 100. výročí premiéry filmu Vymítač ďábla